# Sikyonioi

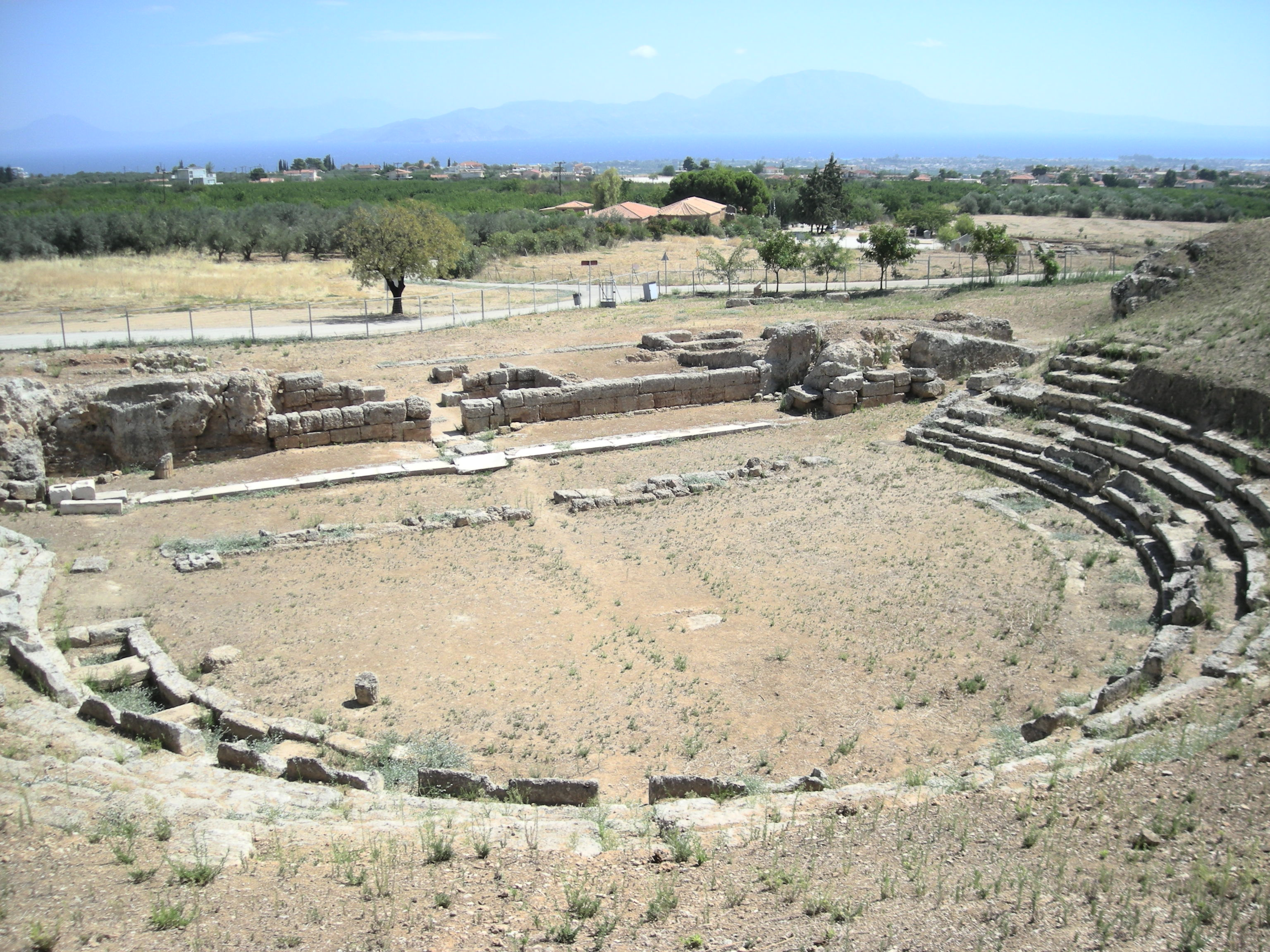
Das antike Theater von Sikyon

Sikyonioi oder Sikyonios (altgriechisch Σικυώνιοι „Die Sikyonier“; Σικυώνιος „Der Sikyonier“) ist eine griechische Komödie des attischen Dichters Menander. Sie wurde um 300 v. Chr. geschrieben und handelt von zwei Männern, von denen der eine zu Reichtum gekommen und der andere in Armut geraten ist. 
Heute ist nur etwa die Hälfte des Stücks in Papyrusfragmenten erhalten geblieben, die zur Verkleidung der sargartigen Kartonage für Mumien auf dem Friedhof von Medinet-el-Ghoran im Fayyum-Becken verwendet worden waren und dort 1901 von Pierre Jouguet entdeckt wurden. Die ersten beiden Akte sind bis auf eine kurze Stelle des Prologs vollständig verloren, vom dritten Akt ist das Ende erhalten, von den Akten 4 und 5 sind größere Partien überliefert. Die gefundenen Teile erlauben daher nur eine vage Rekonstruktion der Handlung. Zudem besteht das Manuskript aus zahlreichen Korruptelen, ist oft lückenhaft und schwer lesbar. So sind von den einst über 1000 Versen, die aus der Nummerierung des Papyrus der Sorbonne zu erschließen sind, nur rund 450 überhaupt in Resten erhalten. Von diesen sind etwa 200 Verse vollständig überliefert.

## Die Handlung

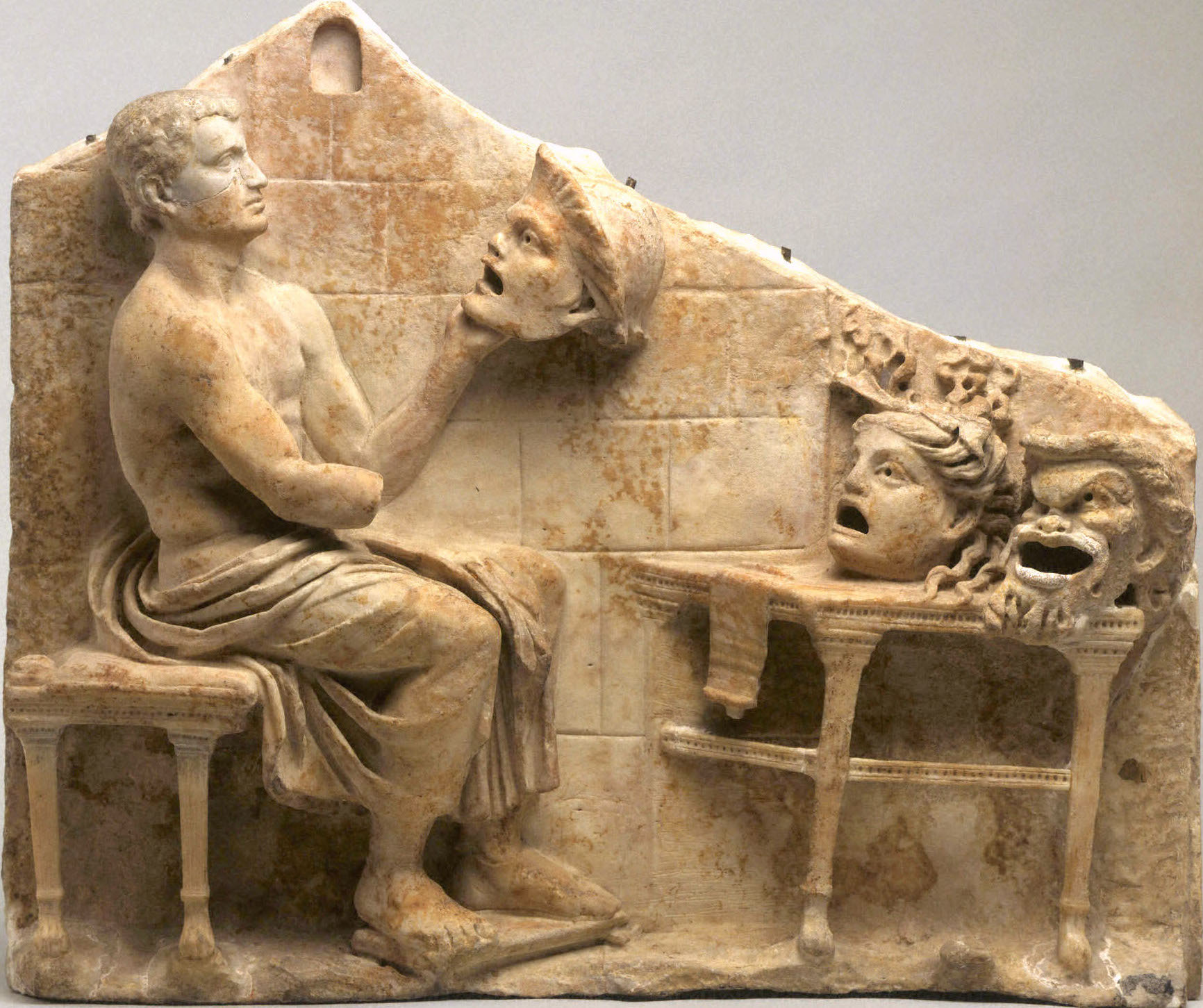
Römisches, republikanisches oder frühkaiserliches Relief eines sitzenden Dichters (Menander) mit Masken der Neuen Komödie, 1. Jahrhundert v. Chr. – frühes 1. Jahrhundert n. Chr., Kunstmuseum der Universität Princeton -Princeton University Art Museum

„Die Männer von Sikyon“ spielt in einer Straße von Attika, möglicherweise in der Stadt Eleusis, und hat seinen Schauplatz vor den beiden Häusern von Kichesias und Smikrines, beide Athener, deren Schicksal sich gegensätzlich entwickelt hat. Der einst reiche Kichesias ist verarmt, während der früher arme Smikrines neuerdings zu Reichtum gekommen ist.
Im (leider nicht vollständig erhaltenen) Prolog spricht ein Gott darüber, wie das damals erst vier Jahre alte Mädchen Philumene 12 Jahre zuvor mit ihrem Kindermädchen und dem Sklaven Dromon durch Piraten von den Gütern ihres Vaters geraubt und an einen reichen Sikyonier namens Hegemon in Mylasa in Karien verkauft wurde.
Die Handlung begann dann wahrscheinlich mit einem Gespräch zwischen Theron und der von ihm geliebten Malthake, aus dem das Publikum erfährt, dass Theron sich als Parasit von dem Söldner Stratophanes aushalten lässt, der gerade von einer erfolgreichen Kampagne in Kleinasien zurückgekehrt ist. Im ersten Akt beginnt Stratophanes mit seiner Suche nach dem jungen Sklavenmädchen, das früher unter dem Schutz seiner Familie gestanden hatte. Da sie seinem Vater gehörte, dem Sikyonier Hegemon, war das Mädchen wie eine Dame erzogen worden, weshalb Stratophanes sich in sie verliebte. Jetzt ist ihr Schicksal aber unsicher ist, weil Hegemon einen wichtigen Rechtsstreit verloren hat, infolgedessen die Kläger aus Böotien seinen Sklavenbesitz einfordern.
Als das Mädchen Zuflucht im Tempel von Eleusis sucht, behauptet ein alter Sklave in ihrer Begleitung, dass sie eine Athenerin sei, und ein blasser, bartloser junger Mann erklärt sich zu ihrem Beschützer. Da tritt Statophanes vor, um zu erklären, dass sie einmal zu seiner Familie gehört habe. Er überzeugt die Eleusinische Ratsversammlung davon, dass ihr mehr Zeit eingeräumt werden müsse, um zu beweisen, dass sie wirklich aus Athen stammt, was sie vor den Böotiern retten würde, es aber auch dem Sikyonier unmöglich machen würde, sie zu heiraten.
Am Ende des dritten Aktes berichtet Pyrrhias, ein Sklave des Stratophanes, diesem die letzten Worte seiner Mutter, die auf dem Sterbebett offenbart habe, dass auch er von einer Athener Familie adoptiert worden sei. Auch wenn der Sklave in der Folge ein Dokument herbeischafft, das diese Abstammung seines Herrn belegt, verzichtet Stratophanes doch auf seinen Anspruch: „Zunächst dachte ich, dass auch ich ein Sikyonier sei; aber jetzt ist dieser Mann erschienen, der mir das Testament meiner Mutter überbringt und damit den Nachweis meiner wahren Geburt vorlegt. Und ich selbst glaube nun – wenn ich mir genau ansehe, was hier geschrieben steht, und es als wahr annehme – dass auch ich ein Bürger eurer Stadt bin. Beraubt mich darum nicht all meiner Hoffnung; selbst wenn ich erwiesenermaßen auch ein Bürger dieser Stadt wie dieses Mädchen bin, und sie vor ihrem Vater gerettet habe, erlaubt mir doch, ihn um ihre Hand zu bitten und sie zur Frau zu nehmen. Und lasst nicht zu, dass einer meiner Gegner sie in seine Macht bekommt, bevor sie von mir befreit wurde.“
Stratophanes beauftragt daraufhin Theron mit der Suche, und der Parasit versucht ihn hereinzulegen, indem er den armen Kichesias dafür bezahlt, sich als Vater der Sklavin auszugeben. Zwar weist Kichesias das Angebot zunächst zurück, doch dann kommt Dromon, der Sklave der Philumene, und bestätigt, dass er wahrhaftig der Vater des Mädchens ist.
Im fünften Akt stellt sich Stratophanes dem Smikrines und dessen blassem Sohn Moschion, der sein Rivale bei dem Mädchen war. Doch am Ende des Streits wird der Beweis für seine Athener Geburt vorgelegt, und die Familie erkennt, dass er tatsächlich der ältere Bruder Moschions ist, der von seinem Vater Smikrines an den Sikyonier Hegemon abgegeben wurde, als er seinen Reichtum verlor und verarmte. Da jetzt auch Kichesias zustimmt, ist Stratophanes endlich frei, seine geliebte Philumene zu heiraten.

## Ausgaben
- Menander: Sicyonius. Edidit Rudolfus Kassel (= Kleine Texte für Vorlesungen und Übungen. Nr. 185). De Gruyter, Berlin 1965.
- Samia. Sikyonioi. Synaristosai. Phasma. Unidentified Fragments. Edited and translated by William Geoffrey Arnott. Menander Volume III (= Loeb Classical Library. Nr. 460). Harvard University Press, Cambridge 2000.
- Ménandre: Les Sicyoniens. Texte établi et traduit par Alain Blanchard. Les Belles Lettres, Paris 2009.
- Menandro: Sicioni. Introduzione, testo, traduzione e commento a cura di Paola Ingrosso. Pensa Multimedia, Lecce 2024.